# Pamtim još
{{Без извора|датум=7. 2019}
Pamtim još je trinaesti studijski album pevačice Merime Njegomir. Objavljen je 18. januara 1995. godine u izdanju PGP RTS kao CD, LP i kaseta. Producent albuma je Miša Marković.

## Pesme na albumu
| Br. | Naziv                   | Muzika          | Tekst           | Aranžman         |
| --- | ----------------------- | --------------- | --------------- | ---------------- |
| 1.  | Biću robinja            | Miša Marković   | Miša Marković   | Miša Marković    |
| 2.  | Tugo golema             | Miša Marković   | Miša Marković   | Miša Marković    |
| 3.  | Bez tebe ne mogu        | Miša Marković   | Sveta Baltić    | Miša Marković    |
| 4.  | Kako vreme brzo protiče | Miša Marković   | Miša Marković   | Miša Marković    |
| 5.  | Srce kad voli           | xxx             | xxx             | Boban Prodanović |
| 6.  | Pamtim još              | Miša Marković   | Miša Marković   | Miša Marković    |
| 7.  | Nikad više              | Radoslav Graić  | Radoslav Graić  | Boban Prodanović |
| 8.  | Ja nemam snage          | xxx             | xxx             | Boban Prodanović |
| 9.  | I kad svima bude leto   | Ratko Jovanović | Ratko Jovanović | Boban Prodanović |
| 10. | Da je k'o što nije      | Zoran Leković   | Zoran Leković   | Boban Prodanović |

## Spoljašnje veze
- Pamtim još na discogs.com